# Gonatista jaiba
Gonatista jaiba är en bönsyrseart som beskrevs av Atilio Lombardo och Perez-gelabert 2004. Gonatista jaiba ingår i släktet Gonatista och familjen Liturgusidae. Inga underarter finns listade i Catalogue of Life.